# Kanzel (Avioth)

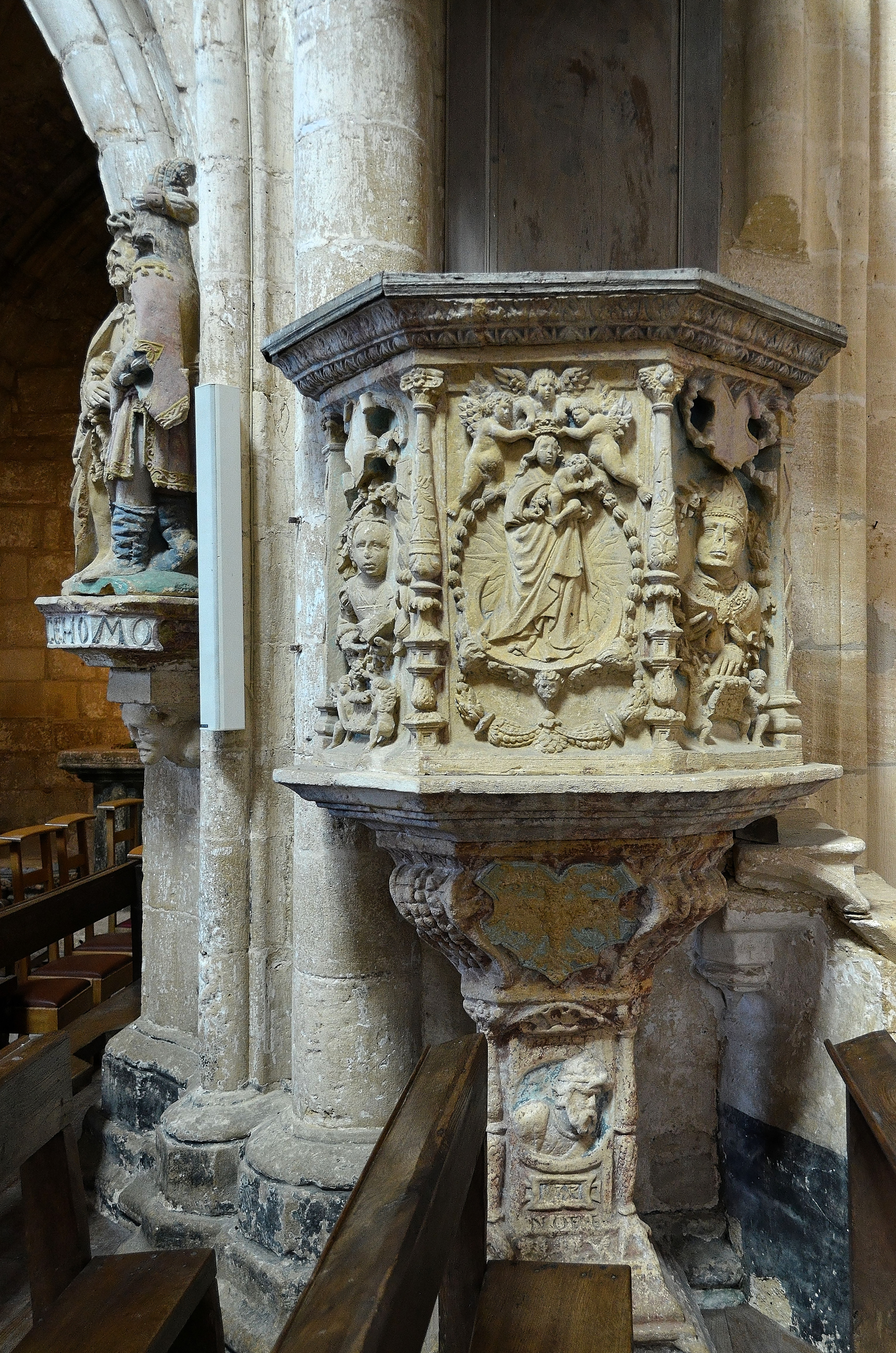
Kanzel in Avioth

Die Kanzel in der Basilika Notre-Dame in Avioth, einer französischen Gemeinde im Département Meuse in der Region Grand Est, wurde 1538 geschaffen. Die Kanzel im Stil der Renaissance wurde 1840 als Monument historique in die Liste der geschützten Objekte (Base Palissy) in Frankreich aufgenommen.
Der sechseckige Kanzelkorb aus Kalkstein der Region zeigt im mittleren Feld ein Relief der Mondsichelmadonna mit Kind im Strahlenkranz, die von drei Engeln gekrönt wird. Im Feld links davon ist eine Frau mit einem Buch in der Hand dargestellt und rechts die Büste eines Bischofs. Beide werden als die Sifter der Kanzel vermutet. 
Auf dem Kanzelfuß ist ein Toter, der aus seinem Grab herausschaut, dargestellt.
Der sechseckige Schalldeckel aus Holz, der aus späterer Zeit stammt, wird von einem Putto bekrönt.